# 永泰庄站
永泰庄站是一个位于中国北京市海淀区西三旗街道后屯路、永泰庄北路、永泰中路交叉口，属于北京地铁8号线的地铁车站，于2011年12月31日随二期北段开通投入使用。

## 位置
永泰庄站位于永泰中路（大致呈南北走向）和永泰庄北路（大致呈东西走向）交口北，大致呈南北走向，南端向东偏，北端向西偏。
“永泰庄”原本为东升乡马坊村委会下辖的自然村，也作“永太庄”:197，这一地名的来源则有多种说法：其一为明朝山西洪洞县移民将其中一个定居点称为“永太营”，后谐音为“永泰营”，清朝因居住人口渐增而改称“永泰庄”；其二为明朝曾在此建立“永泰仓”，储存由南方经漕运进京的米粮。2000年3月30日，永泰庄一带由东升乡划归当天成立的西三旗街道。

## 结构

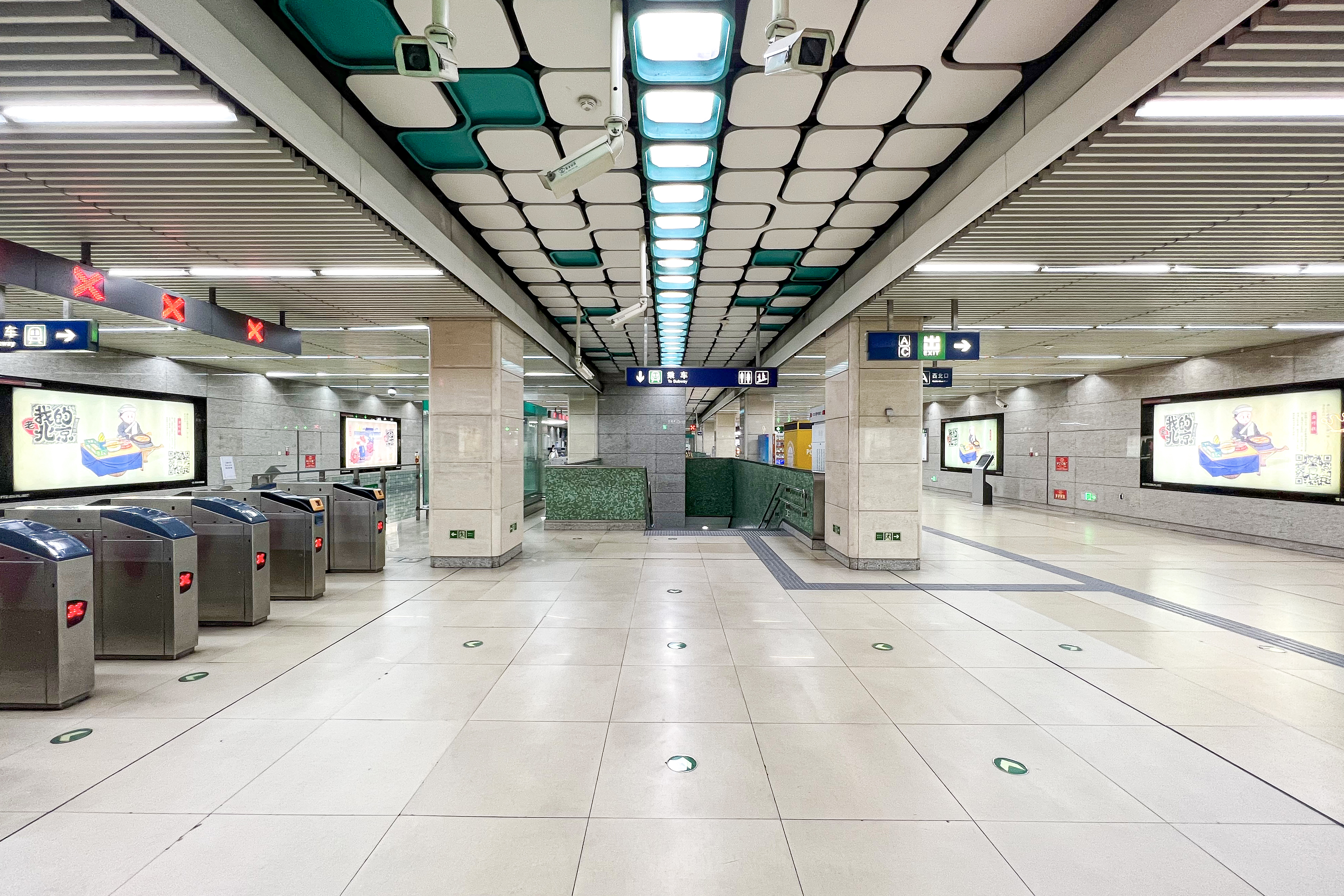
站厅（2023年5月摄）

该站为地下车站，岛式站台设计。站台层和站厅层顶部的灯带为绿色。月台北端设有一条存车线。
| 地面层          | 街道                    | A-C出入口                        |
| 地下一层 站厅层 | 站厅                    | 客务中心、自动售票机、进出站闸机 |
| 地下二层 站台层 |                         | █ 8号线往朱辛庄（西小口）        |
| 地下二层 站台层 | 岛式站台，左側開门      |                                  |
| 地下二层 站台层 | █ 8号线往瀛海（林萃桥） |                                  |

## 出入口
永泰庄站设有A、C两个出入口，另有规划中的D口（与A口之间的距离不远，且同样位于路口西北象限）因酒店占地问题暂未建设。
2024年2月29日，C口在楼梯中段新增通往Inno Ecos生活服务中心（商业综合体）地下一层的通道。
|                       |                       |                                     |      |            |
| 编号                  | 指示                  | 建议前往的目的地                    | 照片 | 无障碍设施 |
| 出口 · A              | 后屯路（西侧）        |                                     |      | 不適用     |
| 出口 · C · 升降机标志 | 后屯路（东侧）        |                                     |      |            |
| 出口 · C · 升降机标志 | Inno Ecos生活服务中心 | Inno Ecos生活服务中心（商业综合体） |      | 不適用     |
| 註： 設有             |                       |                                     |      |            |